# حلف الأمم الثمانية

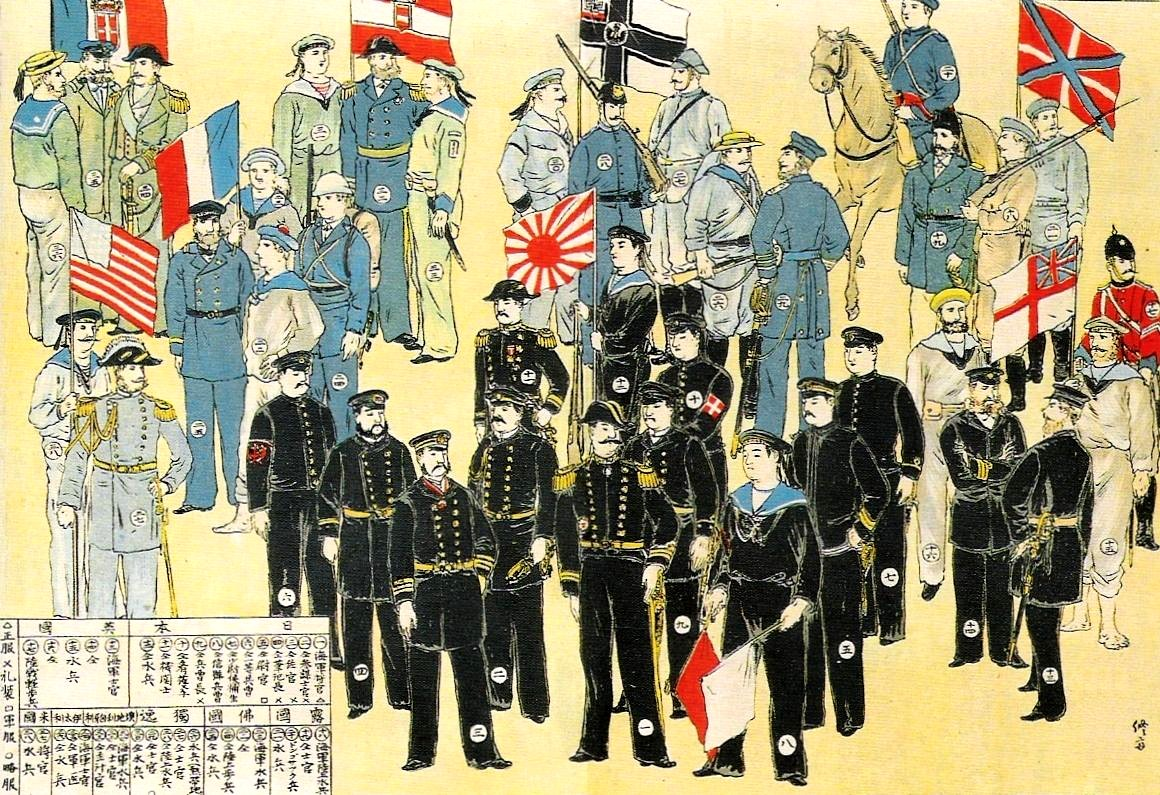
صورة توضح الدول الاعضاء في حلف الأمم الثمانية

كان حلف الأمم الثمانية ائتلافًا عسكريًا متعدد الجنسيات غزا شمالي الصين في عام 1900 بهدف معلن هو نجدة المندوبين الأجانب في بكين، الذين كانوا محاصرين آنذاك من قبل ميليشيا الملاكمين الشعبية، التي عقدت العزم على محو النفوذ الأجنبي من الصين. تألفت قوات الحلف من نحو 45,000 جندي من 8 دول هي ألمانيا واليابان وروسيا وبريطانيا وفرنسا والولايات المتحدة وإيطاليا والنمسا والمجر. لم يصدر الصينيون ولا الحلفاء الأجانب إعلان حرب رسميًا. ولم يكن هناك أي معاهدة أو اتفاقية رسمية تربط ذلك الحلف. يعرف بعض المؤرخين الغربيين المرحلة الأولى من الأعمال العدائية، التي بدأت في عام 1900، بأنها إلى حد ما حرب أهلية، رغم أن معركة حصون تاكو في يونيو دفعت حكومة تشينغ لدعم ميليشيا الملاكمين. ومع نجاح الغزو، تطورت المراحل اللاحقة إلى حملة عقابية نهبت بكين وشمال الصين لأكثر من عام. وقد انتهى القتال بتوقيع بروتوكول الملاكمين.

## الأمم الأعضاء
| الدول                          | السفن الحربية | مشاة البحرية | الجيش     |
| إمبراطورية اليابان             | 18            | 540          | 20,300    |
| الإمبراطورية الروسية           | 10            | 750          | 12,400    |
| الإمبراطورية البريطانية        | 8             | 2,020        | 10,000    |
| فرنسا                          | 5             | 390          | 3,130     |
| الولايات المتحدة               | 2             | 259          | 3,125     |
| الإمبراطورية الألمانية         | 5             | 600          | 300       |
| مملكة إيطاليا                  | 2             | 80           | 2,500     |
| الإمبراطورية النمساوية المجرية | 4             | 296          | غير معروف |
| المجموع الكلي                  | 45            | 4,971        | 51,755    |

### الإمبراطورية النمساوية المجرية
في بداية التمرد، لم يكن لدى الإمبراطورية النمساوية المجرية سوى طرادًا واحدًا في المحطة، وهو إس إم إس زنتا، وكان مقرها بورت آرثر الروسية. كانت كتائب البحارة الخاصة بنزنتا القوات النمساوية المجرية الوحيدة التي شهدت المعارك. اشترك البعض في الدفاع عن المندوبين المحاصرين، واشتركت كتيبة أخرى في أعمال الإنقاذ. وفي يونيو، ساعد النمساويون المجريون في الدفاع عن سكة حديد تيانجين ضد قوات الملاكمين، وأطلقوا النار أيضًا على العديد من السفن الحربية في نهر هاي بالقرب من تونغ-تشيو في بكين. وقد شاركوا أيضًا في الاستيلاء على حصون تاكو التي كانت تقود الطرق المؤدية إلى تيانجين، وعملية ركوب 4 مدمرات صينية والاستيلاء عليها، التيقادها النقيب روجر كيز التابع لطراد إتش إم إس فيم.
أرسل الأسطول النمساوي المجري أيضًا المدمرات إس إم إس كايزارن أوند كونيغين ماريا تيريزيا، وإس إم إس كايزارن إليزابيث، وإس إم إس أشبيرن، بصبحة مجموعة من مشاة البحرية، إلى الصين. ورغم ذلك، فلدى وصولهم في سبتمبر، كانوا قد تأخروا كثيرًا، لأن معظم القتال انتهى حينئذ، وتمت مهمة نجدة المندوبين. شاركت السفن الحربية ومعها زنتا في قصف عدة حصون صينية والاستيلاء عليها. عانى النمساويون المجريون من خسائر قليلة خلال ذلك التمرد. وبعد انتفاضة الملاكمين، ظل طراد بشكل دائم على الساحل الصيني، ونشرت كتيبة من مشاة البحرية في السفارة النمساوية المجرية في بكين. جرى تكريم الملازم جورج لودفيج فون تراب، الذي اشتهر المسرحية الموسيقية لعام 1959، صوت الموسيقى، لشجاعته على متن الطراد إس إم إس كايزارن أوند كونيغين ماريا تيريزيا خلال التمرد.

## المملكة المتحدة
في بداية تمرد الملاكمين، انخرطت بريطانيا في حرب البوير الثانية في جنوب أفريقيا. ونتيجة لذلك، ولكون الجيش مقيدًا بالحرب، كان على البريطانيين الاعتماد على سرب الصين والقوات التي كان معظمها من الهند. تكون سرب الصين التابع للبحرية الملكية، الذي تمركز قبالة تينتسين، من البوارج فارفلير وسينتيوريون، والطرادات ألجيراين وأورورا وإنديميون وأورلاندو، والمدمرات وايتنغ وفيم. وقد كانت القوات البريطانية ثالث أكبر وحدة في قوى الحلف.

### المستعمرات الأسترالية
لم تصبح المستعمرات الأسترالية اتحادًا فيدراليًا موحدًا حتى عام 1901. وعلى هذا النحو، أرسلت العديد من المستعمرات، مسقلة عن بعضها بعضًا، فرقًا من أفراد البحرية والجيش لدعم الكتيبة البريطانية. فعلى سبيل المثال، أرسلت أستراليا الجنوبية كامل أسطولها. ولذلك فإن أستراليا لم تكن عضوًا رسميًا في تحالف الأمم الثمانية، وقد وصلت قواتها بعد وقت طويل من انتهاء المعارك الهامة.

### الهند
القوات الهندية أثناء تمرد الملاكمين
قدمت بريطانيا 10,000 من الجنود، وكان معظمهم من الهنود، وقد تكونوا من وحدات من البلوش والسيخ والجوركاس والراجبوت والبنجاب.